# Хедареби
Хедареби, познати и под именом Т'бадве, живе у широком луку који се протеже од западне Барке преко северозападних долина сувог, вулканског региона Сахел. Једно су од племена из племенског савеза Бени-Амер, једне од већих подгрупа народа Беџа, чија се територија протеже од Еритреје преко североисточног Судана до јужног Египта и који већ хиљадама година живи дуж морске обале. Њихово муслиманско друштво је патријахално. Већина Хедареба су полу номадски пастири. Многи путују на велике удаљености у потрази за пашњацима за своје животиње, што може укључивати велике групе камила, као и козе и овце. Хедареби су познати као вешти јахачи камила.

## Друштво
Хедареби живе у сушним земљама, у северозападним деловима Еритреје и граници са источним Суданом. Хедареби имају под-племена као што су Хашиш, Лабат и Халенкуа. Хедареби чине око 3% укупне популације Еритреје.
Хедареби, који су организовани у хијерархијску друштвену структуру, познати су по својим пасторалним вештинама, посебно у узгајању камила.

## Порекло
На датум који никада није био прецизно одређен, највероватније крајем 6. века, делови Химјарског племена из Шихра у Јужној Арабији пронашли су пут преко Црвеног мора и стигли у Атбаију. Где су затекли номадска племена Беџа која је краљ Нуба избацио из њихових насеља око реке Нил и протерао их назад у пустиње из којих су претходно дошли.
Након чега ослабљене Беџе нису представљале значајну претњу, због чега су придошлице успеле да преживе и даље побољшају свој положај склапањем бракова са кћеркама локалних поглавица. Да би затим синови из ових мешовитих бракова преузели власт у сједињеном племену над бројнијим Беџама. Међутим, иако су химјарски досељеници били доминантни, од староседелаца су преузели језик, начин живота и веру (у то доба номинално хришћанство). Такође, физички изглед припадника овог племена мешаног порекла се није значајно разликовао од изгледа других Беџа, због тога што су Беџе дале већи допринос генетском резервоару Хедареба. Име племена потиче од речи Хадараб, што је локална искварена верзија речи Хадарма (становник области Хадрамут), како су Беџе називале досељенике из племена Химјар.
Крајем шестог века преобраћени су у хришћанство мисијом коју је царица Теодора упутила у Нубију, али се верује да њихово поштовање нове религије није било ни темељно нити врло строго и у ствари су обожавали велики број богова: Исис, Мандулис, Мин и др.
Арапски историчар и географ Јакуби у опису једног од беџских краљевстава, које је назвао Танкиш, навео је да се налази између Асуана и Кор Барака, као и да је богато рудницима злата и смарагда. Према њему становници овог краљевства били су Хедареби и њихови поданици, које је назвао Зенафиг. Главни град краљевства био је Хадјр или Дербе, који је лежао у златној земљи између Куса и Ајдаба. Овај град се повезује са Дереибом у Вади Алаги где се још увек могу видети остаци средњевековних тврђава.
Око 850. Беџе су покренуле пљачкашке походе на Египат, након чега их је египатски султан поразио и натерао да признају његову власт. Убрзо су рудници Вади Алаги поново отворени 878. године и неколико година касније пљачкашка арапска племена су у таласима населила област, углавном из племена Рабиа, Бени Тамим и Мудр, која су се међусобно борила за контролу над њима.
Племе Раби'а се удружило са племеном Хедареб склапајући бракове са њиховим женама и успели су их убедити да пређу из хришћанства на ислам. Слично ранијим химјарским досељеницима и ово арапско племе је асимиловано.
Хадареби су били експерти за камиле, али изгледа да су имали и значајан број говеда. Током рата Хадареби су могли окупити малу коњицу, а много већи део ратника су били стрелци који су јахали камиле.
Средином 14. века значајно су ослабљени, након што су рудници на њиховој земљи исцрпљени и након што су њихову земљу заобишли каравани трговаца и ходочасника. Крајем века, део поданика Хедареба формира нова беџска племена Бишарин, Хадендоа и Амарар, која почетком 15. века протерују Хадерабе даље на југ. Коначно су поражени у 16. веку, када их под вођством Амера Куна, племе мешаног арапско нубијског порекла Џаалин потчињава и интегрише у племенски савез Бени-Амер.

## Језик
Хедераби говоре беџа језиком као матерњим, али већина говори бар још један језик, углавном тигре или арапски језик. Беџа језик припада кушитској грани афроазијске породице. 

## Религија
Хедареби су углавном побожни муслимани.